# Župnija Dolnji Logatec
Župnija Dolnji Logatec je rimskokatoliška teritorialna župnija dekanije Vrhnika nadškofije Ljubljana. Župnija Dolenji Logatec je bila v ustanovljena leta 1910.

## Zgodovina
Prvi dokumenti o cerkvi segajo v leto 1795. Meščani Dolschien, Fortuna in Milavec so zbrali denar za gradnjo cerkve, ki je bila zgrajena in blagoslovljena leta 1803, okrog nje pa so uredili pokopališče. Čez 4 leta pa je vas pogorela, cerkev pa je ostala nedotaknjena. Leta 1902 so zvišali zvonik, 15 let kasneje pa so po načrtu Karla Holinskyga cerkev povečali in zvonik vklenili v stavbo cerkve.
Zadnja dozidava s podaljškom prezbiterija proti vhodu je bila izvedena leta 1935 pod vodstvom župana Gabrijela Oblaka. Leta 2002 pa je bila dograjena desna stranska kapela in zakristija.